# Carl Levin
Carl Milton Levin (Detroit, 28 giugno 1934 – Detroit, 29 luglio 2021) è stato un politico statunitense, senatore per lo stato del Michigan dal 1979 al 2015 e senatore più longevo nella storia dello stato. È stato un membro del Partito Democratico ed è stato presidente della Commissione del Senato per i servizi armati. Ha studiato nel Swarthmore College, e si è laureato nell'Università di Harvard. Nel 1968 è stato eletto al consiglio comunale di Detroit, ed è stato in carica fino al 1977..